# Nypuritanisme
Nypuritanisme
- refererer til puritanisme (af latinsk puritas 'renhed'), en protestantisk retning der opstod i England under Elizabeth 1.. Dens tilhængere gik ind for liturgisk renhed og kom til at betegne mennesker, der går ind for en streng livsførelse.[1][2]Victoriatidens bornerthed (der især var udbredt i USA) nævnes også som eksempel på nypuritanisme.

- refererer til ens egen moral og forargelsen over andres moral.

- indskrænker råderummet for hvad man kan tillade sig seksuelt, erotisk og omkring nøgenhed

- tager afstand fra prostitution, pornografi og "pornoficering af det offentlige rum", seksuelle motiver i reklamer samt provokerende seksuel adfærd. [3]

- bruges sommetider som et skældsord af dem, der har et afslappet forhold til nøgenhed. Et hold kæft bolsje.  [4]

- er ikke det samme som blufærdighed - og omvendt.

## Nypuritanisme i den globaliserede verden
Andre kulturer og / eller religioner har andre normer, holdninger, moraler end i Danmark. Begrebet er således formentligt koncentreret til den vestlige Verden.  

## Børnebogen: Sådan får man et barn
I juni 2015 blev en ny generation forarget over Per Holm Knudsens børnebog Sådan får man et barn fra 1971.

## Frisind
Frisind er en af de 10 værdier nævnt i Danmarkskanonen, hvilket står i kontrast til nypuritanisme - og omvendt.

## Sociale medier og nypuritanisme
De sociale medier, ført an af Facebook, har det anstrengt hvad angår lidt nøgen hud, idet det oftest sidestilles med sex og pornografi.

## Foreninger og netværk

### Foreningen Porno & Samfund
Foreningen Porno & Samfund blev blev stiftet den 2. december 2000 og førte an i et forsøg på at forbyde pornoudsendelserne på Kanal København.

### Seksualpolitisk Forum
Som modtræk mod nypuritanismen dannedes i 2007 Seksualpolitisk Forum, et "ikke-kommercielt, partipolitisk uafhængigt netværk med det formål at påvirke den seksualpolitiske debat i Danmark og udlandet i en nøgtern og frisindet retning". 